# Porsche Cayenne Coupé

Logo des Modells Cayenne

Der Porsche Cayenne Coupé ist ein Sport Utility Vehicle der Automobilmarke Porsche, das auf der dritten Generation des Cayenne basiert. Das Fahrzeug wurde im März 2019 vorgestellt.
Umfangreich überarbeitete Versionen sowohl von Cayenne und Cayenne Coupé wurden am 18. April 2023 im Rahmen der Shanghai Auto Show präsentiert.

## Technik
Das Cayenne-Coupé basiert auf dem Modularen Längsbaukasten, einer Plattform die der Volkswagen-Konzern auch beim Audi Q8, dem Bentley Bentayga oder dem VW Touareg III verwendet.
Das Fahrzeug hat eine deutlich stärker als beim Cayenne nach hinten abfallende Dachlinie. Serienmäßig ist das Dach mit einem 2,16 m² großen Glaseinsatz versehen, es ist aber auch mit einem 22 kg leichteren Einsatz aus kohlenstofffaserverstärktem Kunststoff erhältlich. Durch den Strömungsabriss am ausfahrbaren Heckspoiler soll die Heckscheibe bei Regen kaum nass werden, weshalb ein Heckscheibenwischer nicht erhältlich ist. Außerdem hat das Cayenne Coupé eine andere dritte Bremsleuchte und ein unten im Heckstoßfänger sitzendes Nummernschild. Wegen des  niedrigeren Daches sind die Sitzflächen im Fond um drei Zentimeter tiefer angeordnet als im Cayenne. Außerdem ist der Kofferraum knapp 150 Liter kleiner.

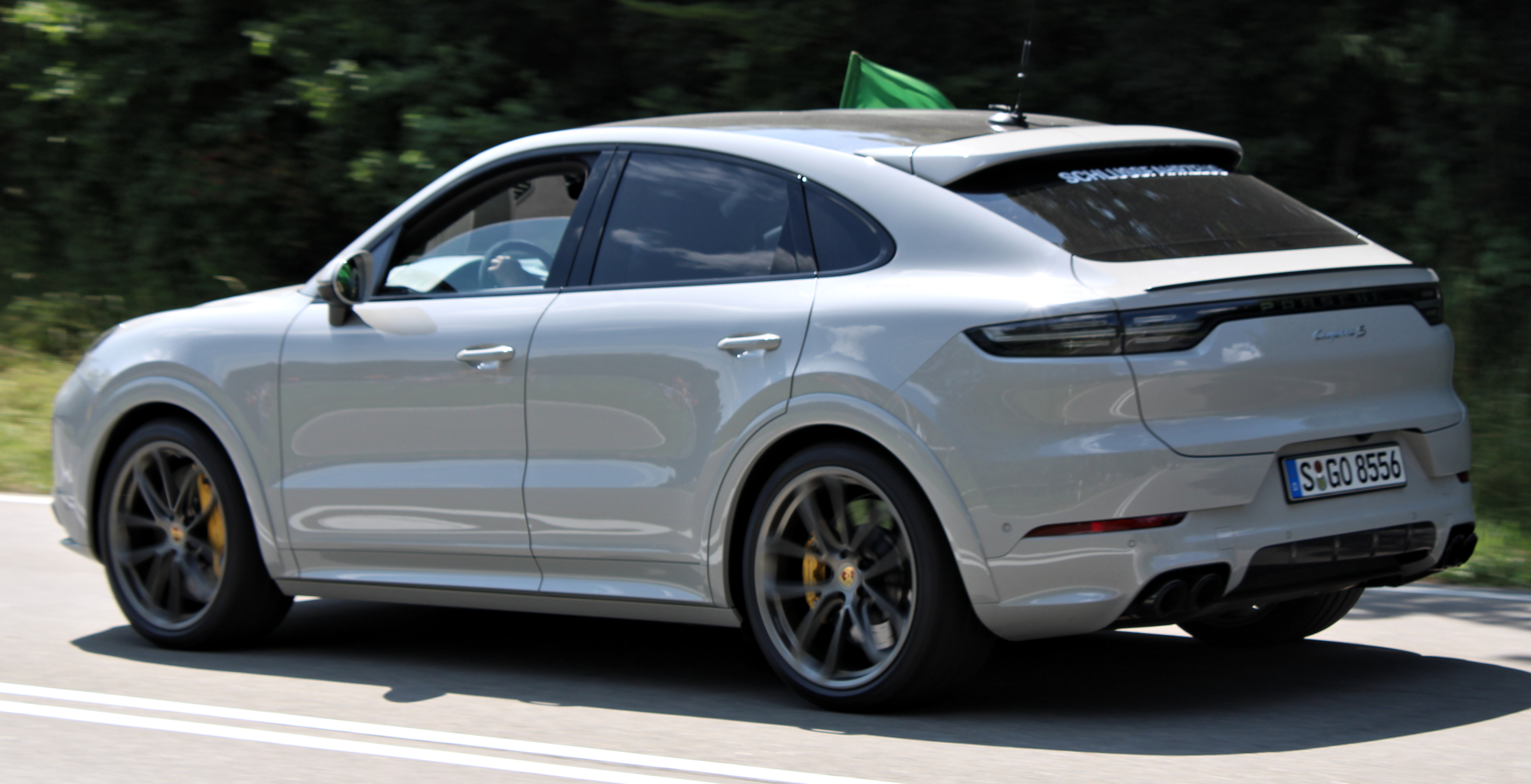
Porsche Cayenne Coupé S (Heckansicht)
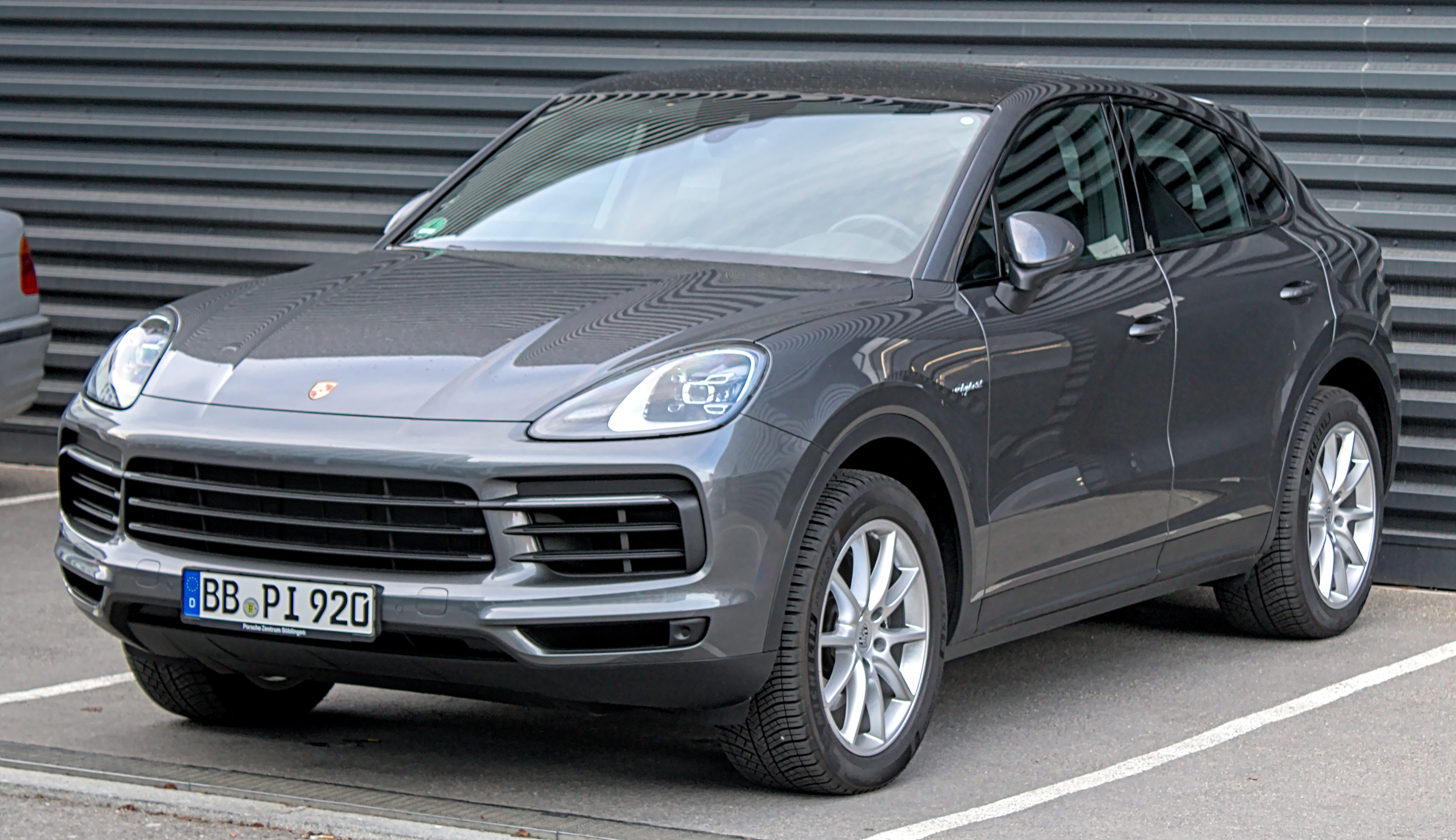
Porsche Cayenne Coupé E-Hybrid
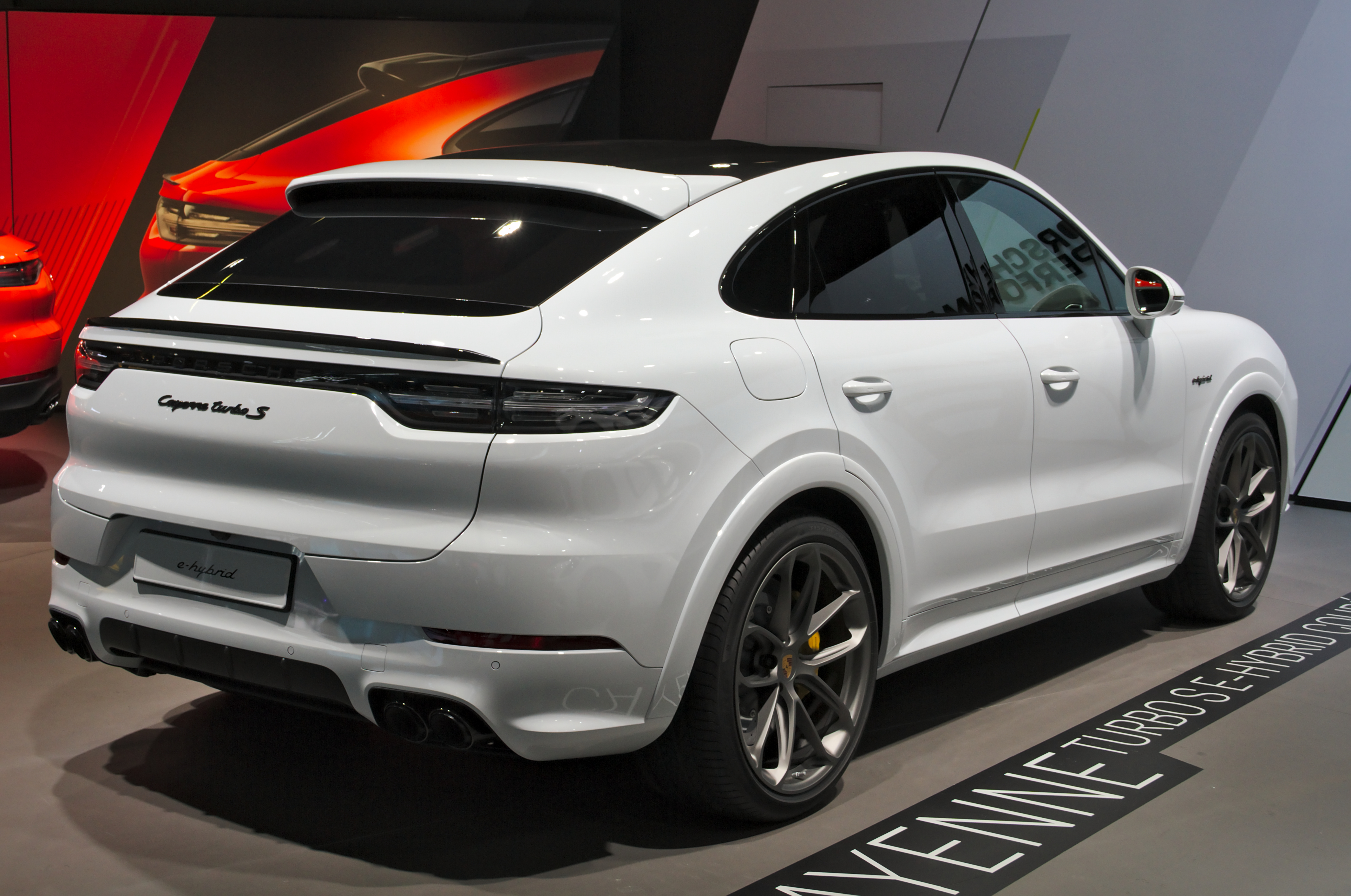
Porsche Cayenne Coupé Turbo S E-Hybrid (Heckansicht)
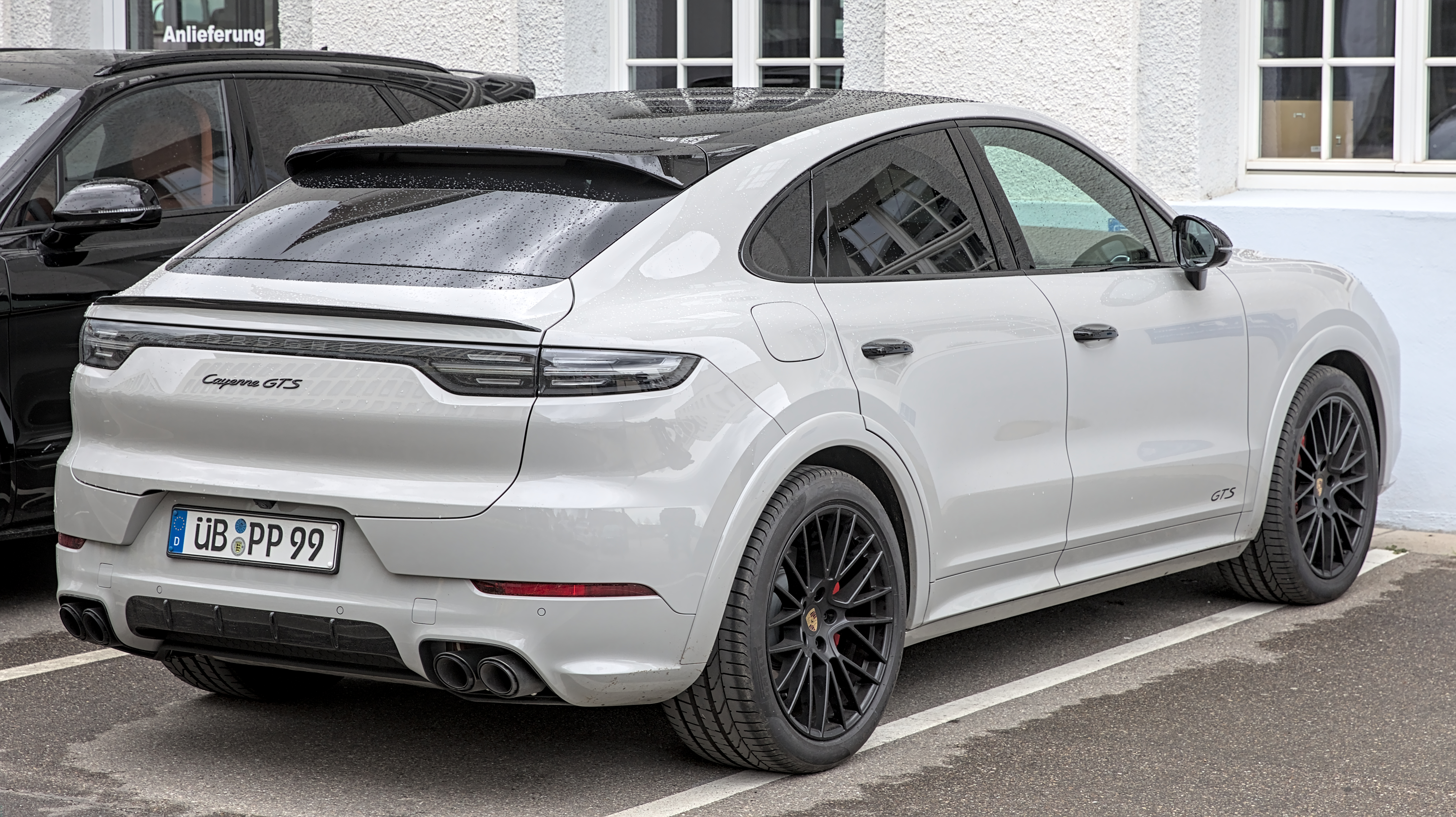
Porsche Cayenne Coupé GTS (Heckansicht)
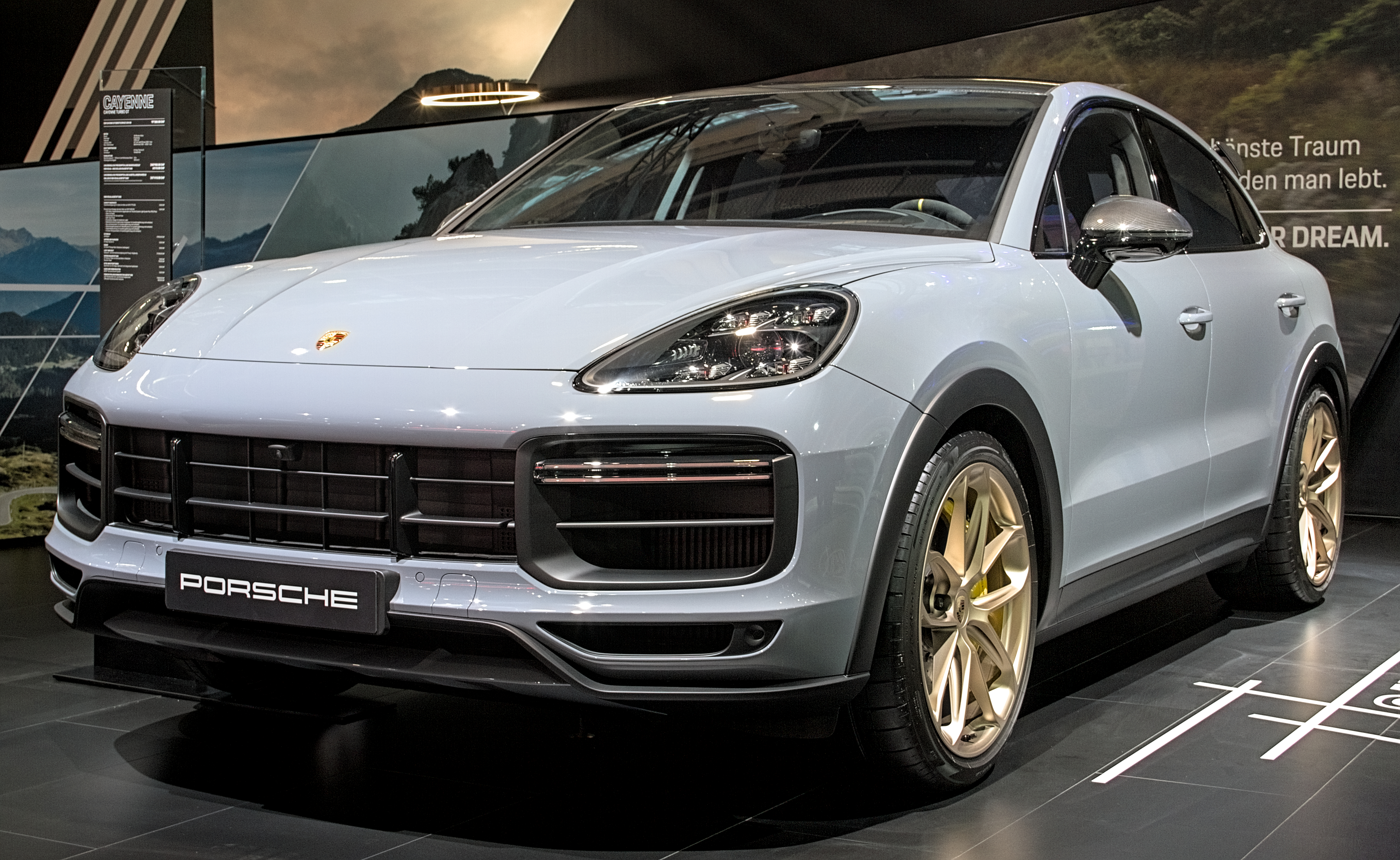
Porsche Cayenne Coupé Turbo GT
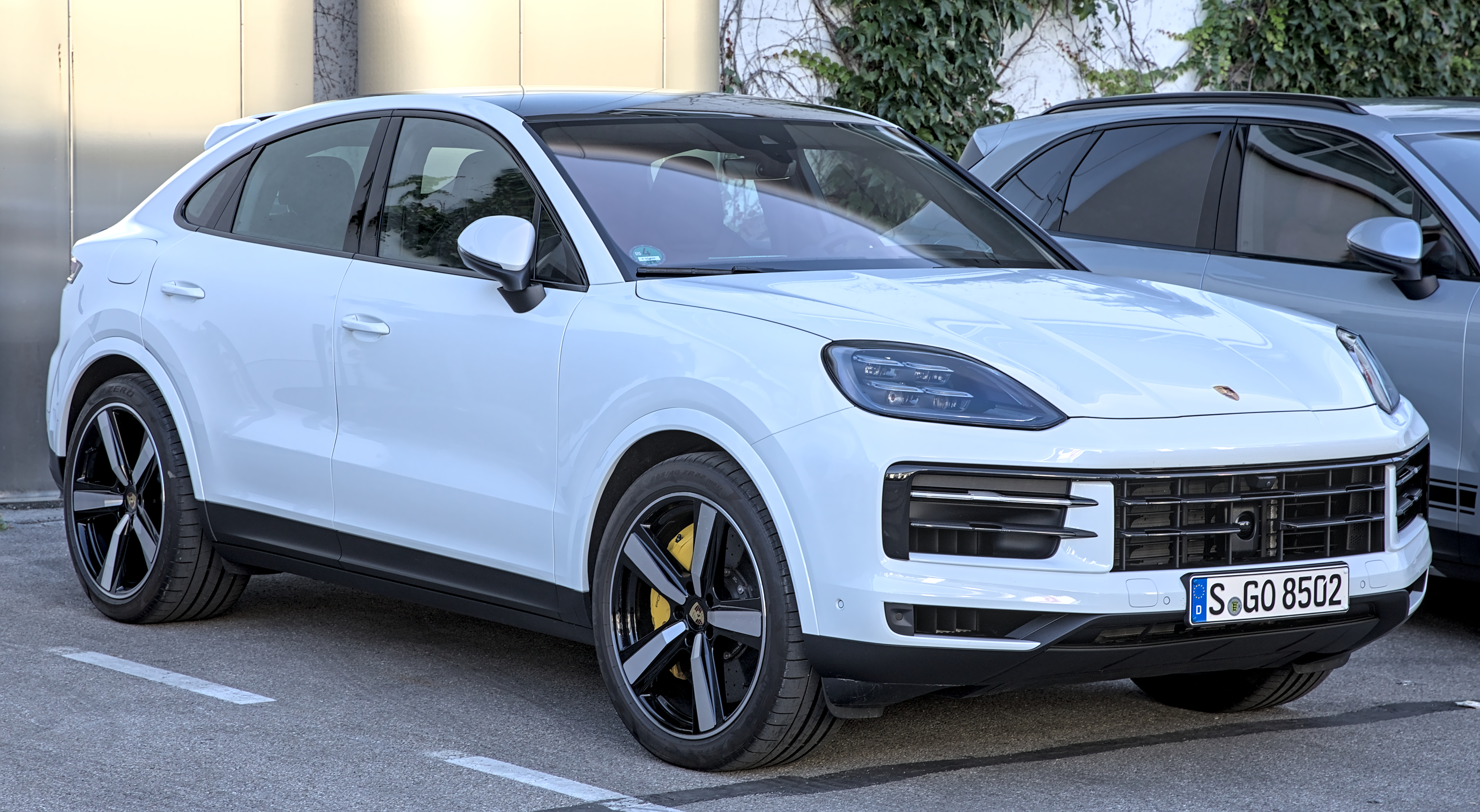
Porsche Cayenne Coupé (Facelift)
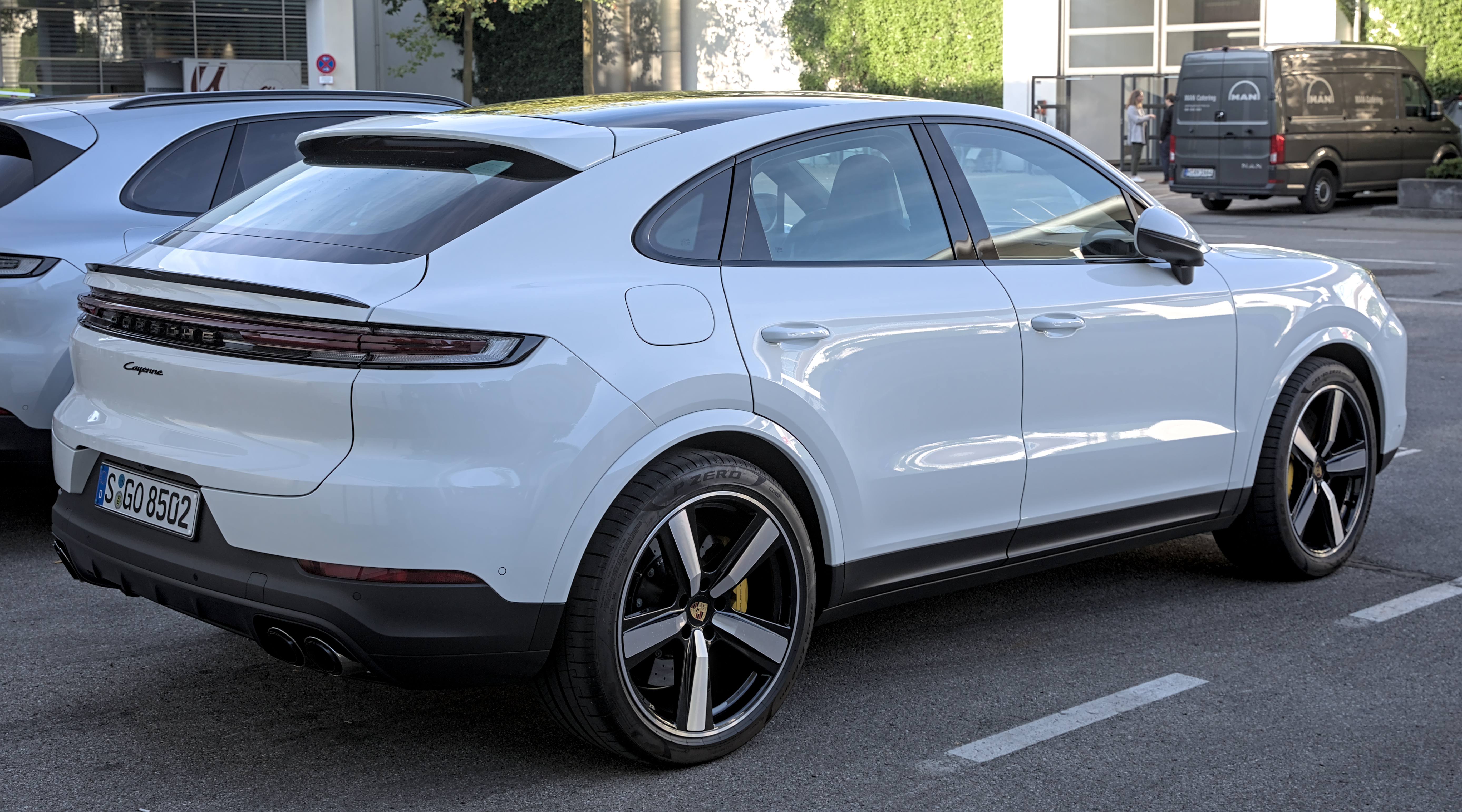
Porsche Cayenne Coupé (Facelift, Heckansicht)
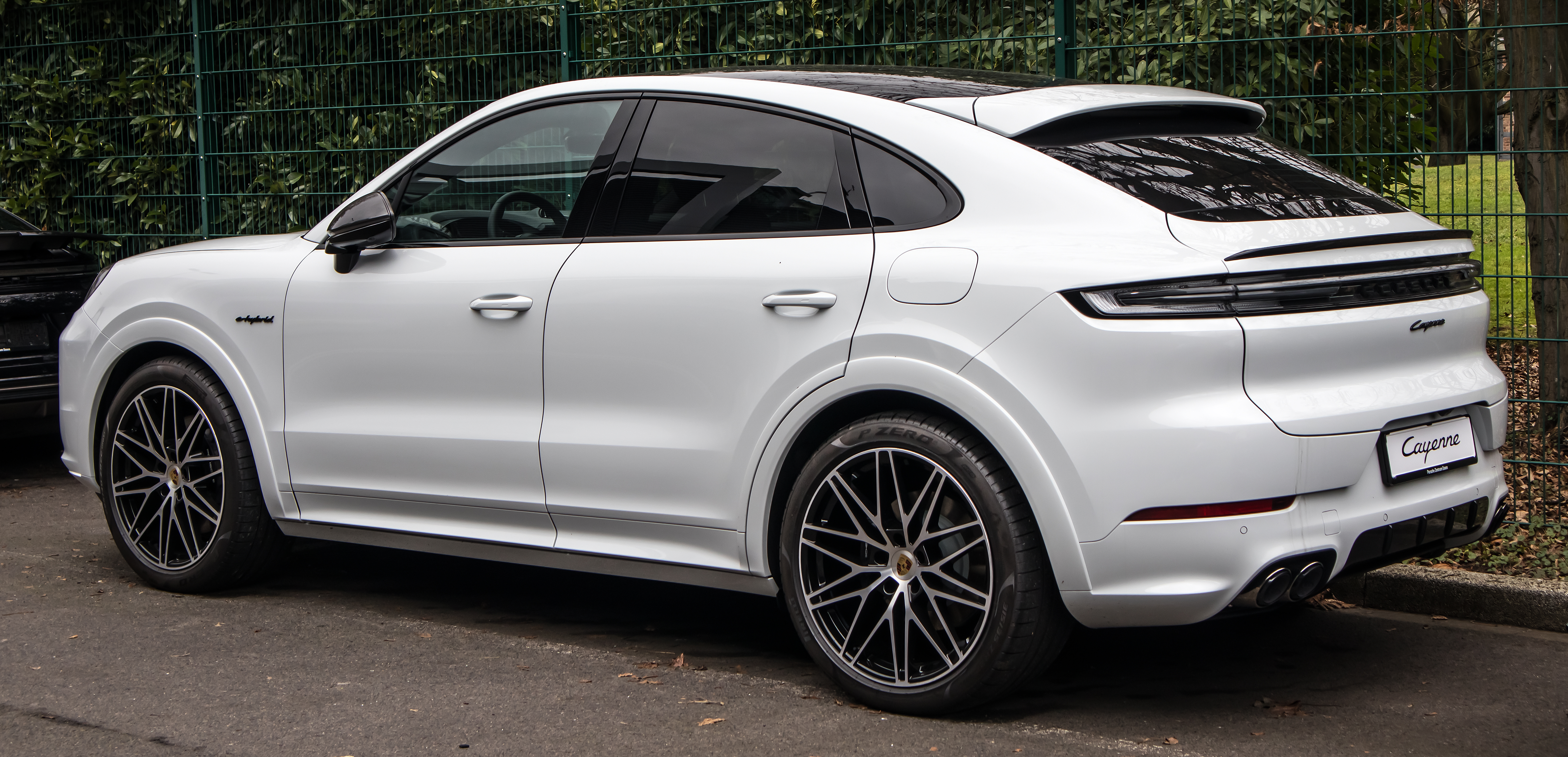
Porsche Cayenne Coupé E-Hybrid (Facelift, Heckansicht)
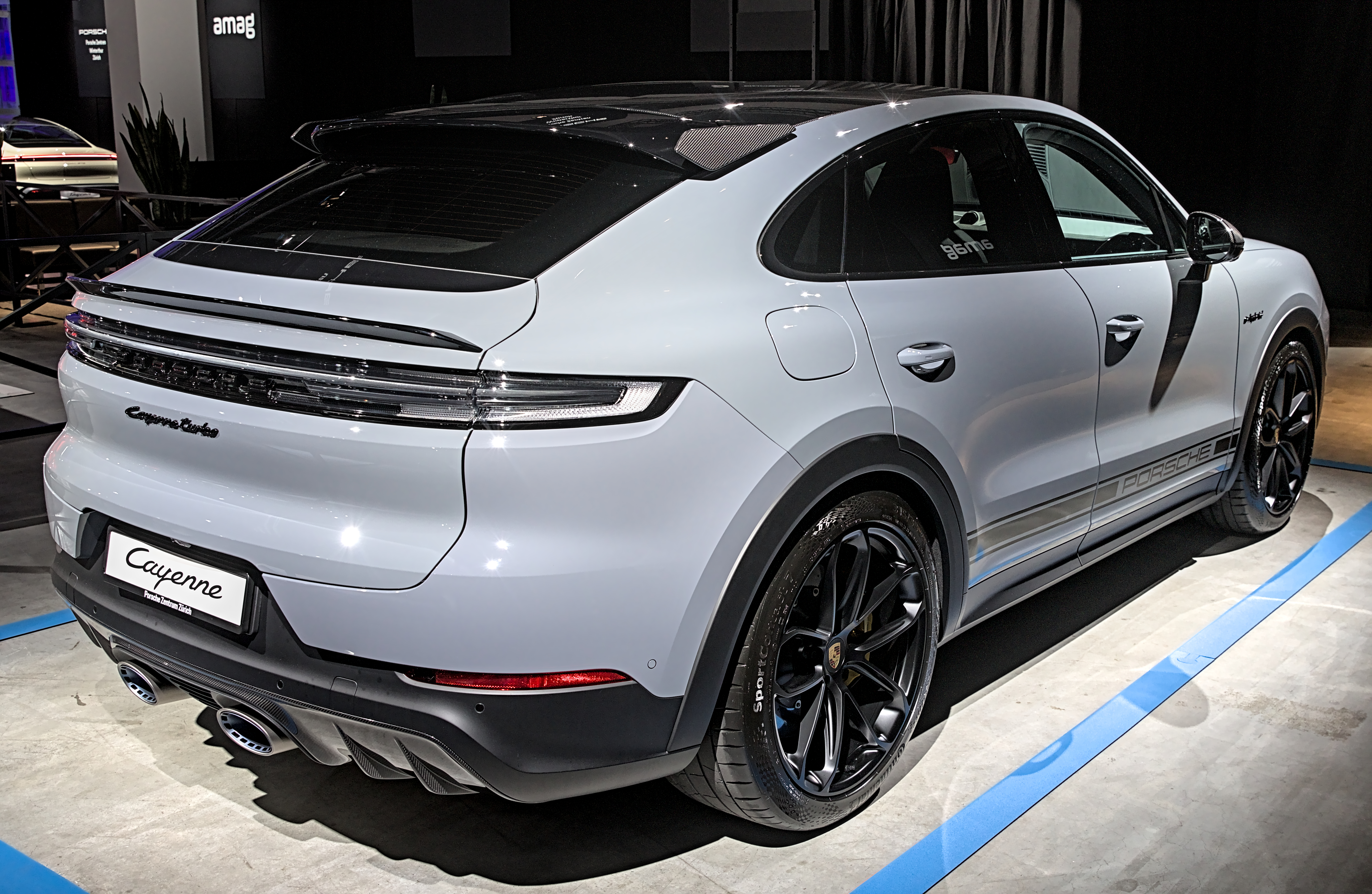
Porsche Cayenne Coupé Turbo S E-Hybrid GT-Paket (Facelift, Heckansicht)
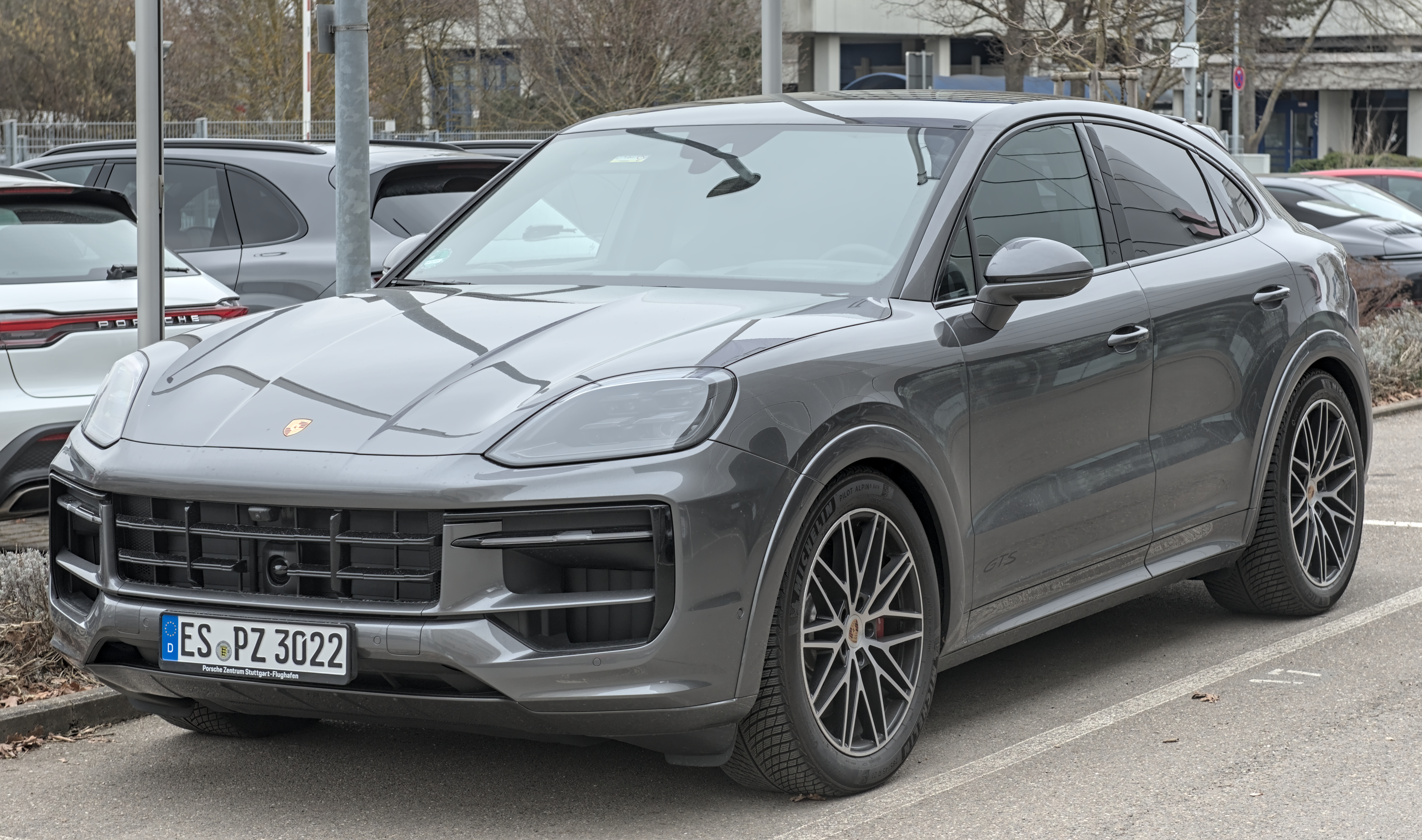
Porsche Cayenne Coupé GTS (Facelift)

## Technische Daten
Zum Verkaufsstart im Mai 2019 war das Fahrzeug als Cayenne Coupé, Cayenne Coupé S und als Cayenne Coupé Turbo mit den gleichen Motorvarianten wie im Cayenne erhältlich. Im August 2019 folgten die Hybridversionen Cayenne Coupé E-Hybrid und Cayenne Coupé Turbo S E-Hybrid. Das Cayenne Coupé GTS präsentierte der Hersteller im Juni 2020. Den Turbo GT präsentierte Porsche im Juni 2021. Er ist nur für den Cayenne Coupé erhältlich.
Mit der Modellpflege 2023 entfiel die Turbo-Variante. Außerdem wird der Turbo GT auf Grund von strengeren Emissions-Vorschriften nur noch außerhalb der Europäischen Union vermarktet. Die restlichen Antriebe haben mehr Leistung und der Cayenne Coupé E-Hybrid zudem einen größeren Akkumulator. Im August 2023 wurde das leistungsstärkere Modell Cayenne Coupé Turbo E-Hybrid vorgestellt. Es ist auch mit der Ausstattung des Turbo GT verfügbar.
|                                             | Cayenne Coupé                    | Cayenne Coupé                    | Cayenne Coupé                    | Cayenne Coupé S                  | Cayenne Coupé S                  | Cayenne Coupé S                  | Cayenne Coupé GTS                | Cayenne Coupé GTS                | Cayenne Coupé E-Hybrid           | Cayenne Coupé E-Hybrid           | Cayenne Coupé E-Hybrid           | Cayenne Coupé S E-Hybrid         | Cayenne Coupé Turbo              | Cayenne Coupé Turbo              | Cayenne Coupé Turbo GT           | Cayenne Coupé Turbo GT 1         | Cayenne Coupé Turbo S E-Hybrid   | Cayenne Coupé Turbo S E-Hybrid   | Cayenne Coupé Turbo E-Hybrid     | Cayenne Coupé Turbo E-Hybrid GT-Paket |
| ------------------------------------------- | -------------------------------- | -------------------------------- | -------------------------------- | -------------------------------- | -------------------------------- | -------------------------------- | -------------------------------- | -------------------------------- | -------------------------------- | -------------------------------- | -------------------------------- | -------------------------------- | -------------------------------- | -------------------------------- | -------------------------------- | -------------------------------- | -------------------------------- | -------------------------------- | -------------------------------- | ------------------------------------- |
| Bauzeitraum                                 | 05/2019–10/2020                  | 10/2020–04/2023                  | seit 04/2023                     | 05/2019–10/2020                  | 10/2020–04/2023                  | seit 04/2023                     | 06/2020–04/2023                  | seit 04/2024                     | 08/2019–10/2020                  | 10/2020–04/2023                  | seit 04/2023                     | seit 09/2023                     | 05/2019–10/2020                  | 10/2020–04/2023                  | 09/2021–04/2023                  | seit 04/2023                     | 08/2019–10/2020                  | 10/2020–04/2023                  | seit 08/2023                     | seit 08/2023                          |
| Motortyp                                    | V6-Ottomotor                     | V6-Ottomotor                     | V6-Ottomotor                     | V6-Ottomotor                     | V6-Ottomotor                     | V8-Ottomotor                     | V8-Ottomotor                     | V8-Ottomotor                     | V6-Ottomotor + Elektromotor      | V6-Ottomotor + Elektromotor      | V6-Ottomotor + Elektromotor      | V6-Ottomotor + Elektromotor      | V8-Ottomotor                     | V8-Ottomotor                     | V8-Ottomotor                     | V8-Ottomotor                     | V8-Ottomotor + Elektromotor      | V8-Ottomotor + Elektromotor      | V8-Ottomotor + Elektromotor      | V8-Ottomotor + Elektromotor           |
| Motorbaureihe                               | VW EA839                         | VW EA839                         | VW EA839                         | VW EA839                         | VW EA839                         | VW EA825                         | VW EA825                         | VW EA825                         | VW EA839                         | VW EA839                         | VW EA839                         | VW EA839                         | VW EA825                         | VW EA825                         | VW EA825                         | VW EA825                         | VW EA825                         | VW EA825                         | VW EA825                         | VW EA825                              |
| Gemischaufbereitung                         | Direkteinspritzung               | Direkteinspritzung               | Direkteinspritzung               | Direkteinspritzung               | Direkteinspritzung               | Direkteinspritzung               | Direkteinspritzung               | Direkteinspritzung               | Direkteinspritzung               | Direkteinspritzung               | Direkteinspritzung               | Direkteinspritzung               | Direkteinspritzung               | Direkteinspritzung               | Direkteinspritzung               | Direkteinspritzung               | Direkteinspritzung               | Direkteinspritzung               | Direkteinspritzung               | Direkteinspritzung                    |
| Aufladung                                   | Turbolader                       | Turbolader                       | Turbolader                       | Biturbo                          | Biturbo                          | Biturbo                          | Biturbo                          | Biturbo                          | Turbolader                       | Turbolader                       | Turbolader                       | Turbolader                       | Biturbo                          | Biturbo                          | Biturbo                          | Biturbo                          | Biturbo                          | Biturbo                          | Biturbo                          | Biturbo                               |
| Hubraum                                     | 2995 cm³                         | 2995 cm³                         | 2995 cm³                         | 2894 cm³                         | 2894 cm³                         | 3996 cm³                         | 3996 cm³                         | 3996 cm³                         | 2995 cm³                         | 2995 cm³                         | 2995 cm³                         | 2995 cm³                         | 3996 cm³                         | 3996 cm³                         | 3996 cm³                         | 3996 cm³                         | 3996 cm³                         | 3996 cm³                         | 3996 cm³                         | 3996 cm³                              |
| max. Leistung bei min−1                     | 250 kW (340 PS)/5300–6400        | 250 kW (340 PS)/5300–6400        | 260 kW (353 PS)/5400–6400 min    | 324 kW (440 PS)/5700–6600        | 324 kW (440 PS)/5700–6600        | 349 kW (474 PS)/6000–6800        | 338 kW (460 PS)/6000–6500        | 368 kW (500 PS)/6000–6800        | 340 kW (462 PS) 2/5300–6400      | 340 kW (462 PS) 2/5300–6400      | 346 kW (470 PS) 3/5400–6400 min  | 382 kW (519 PS) 4/5000–6000      | 404 kW (550 PS)/5750–6000        | 404 kW (550 PS)/5750–6000        | 471 kW (640 PS)/6000             | 485 kW (660 PS)/6000             | 500 kW (680 PS) 5/5750–6000      | 500 kW (680 PS) 5/5750–6000      | 544 kW (739 PS) 6/6000           | 544 kW (739 PS) 6/6000                |
| max. Drehmoment bei min−1                   | 450 Nm/1340–5300                 | 450 Nm/1340–5300                 | 500 Nm/1450–4500                 | 550 Nm/1800–5500                 | 550 Nm/2000–5500                 | 600 Nm/2000–5000                 | 620 Nm/1800–4500                 | 660 Nm/2100–4500                 | 700 Nm/1340–5300                 | 700 Nm/1340–5300                 | 650 Nm/1400–4800                 | 750 Nm/1450–4500                 | 770 Nm/2000–4500                 | 770 Nm/2000–4500                 | 850 Nm/2300–4500                 | 850 Nm/2300–4500                 | 900 Nm/2100–4500                 | 900 Nm/2100–4500                 | 950 Nm/2400–4500                 | 950 Nm/2400–4500                      |
| Getriebe, serienmäßig                       | Achtstufen-Automatik Tiptronic S | Achtstufen-Automatik Tiptronic S | Achtstufen-Automatik Tiptronic S | Achtstufen-Automatik Tiptronic S | Achtstufen-Automatik Tiptronic S | Achtstufen-Automatik Tiptronic S | Achtstufen-Automatik Tiptronic S | Achtstufen-Automatik Tiptronic S | Achtstufen-Automatik Tiptronic S | Achtstufen-Automatik Tiptronic S | Achtstufen-Automatik Tiptronic S | Achtstufen-Automatik Tiptronic S | Achtstufen-Automatik Tiptronic S | Achtstufen-Automatik Tiptronic S | Achtstufen-Automatik Tiptronic S | Achtstufen-Automatik Tiptronic S | Achtstufen-Automatik Tiptronic S | Achtstufen-Automatik Tiptronic S | Achtstufen-Automatik Tiptronic S | Achtstufen-Automatik Tiptronic S      |
| Antrieb                                     | Allradantrieb                    | Allradantrieb                    | Allradantrieb                    | Allradantrieb                    | Allradantrieb                    | Allradantrieb                    | Allradantrieb                    | Allradantrieb                    | Allradantrieb                    | Allradantrieb                    | Allradantrieb                    | Allradantrieb                    | Allradantrieb                    | Allradantrieb                    | Allradantrieb                    | Allradantrieb                    | Allradantrieb                    | Allradantrieb                    | Allradantrieb                    | Allradantrieb                         |
| Beschleunigung, 0–100 km/h                  | 6,0 s                            | 6,0 s                            | 5,7 s                            | 5,0 s                            | 5,0 s                            | 4,7 s                            | 4,5 s                            | 4,4 s                            | 5,1 s                            | 5,1 s                            | 4,9 s                            | 4,7 s                            | 3,9 s                            | 3,9 s                            | 3,3 s                            | 3,3 s                            | 3,8 s                            | 3,8 s                            | 3,7 s                            | 3,6 s                                 |
| Höchstgeschwindigkeit                       | 243 km/h                         | 243 km/h                         | 248 km/h                         | 263 km/h                         | 263 km/h                         | 273 km/h                         | 270 km/h                         | 275 km/h                         | 253 km/h                         | 253 km/h                         | 254 km/h                         | 263 km/h                         | 286 km/h                         | 286 km/h                         | 300 km/h                         | 305 km/h                         | 295 km/h                         | 295 km/h                         | 295 km/h                         | 305 km/h                              |
| Kraftstoffverbrauch auf 100 km (kombiniert) | 9,3–9,4 l Super Plus             | 9,4–9,5 l Super Plus             | 10,9–12,1 l Super Plus           | 9,2–9,4 l Super Plus             | 9,7–9,9 l Super Plus             | 12,5–13,4 l Super Plus           | 11,2–11,4 l Super Plus           | 12,6–13,3 l Super Plus           | 3,1–3,2 l Super                  | 2,5–2,6 l Super                  | 1,5–1,8 l Super                  | 1,4–1,7 l Super                  | 11,3–11,4 l Super Plus           | 11,6 l Super Plus                | 11,9 l Super Plus                |                                  | 3,7–3,9 l Super                  | 3,2–3,3 l Super                  | 1,7–2,0 l Super                  | 1,8–1,9 l Super                       |
| CO2-Emissionen (kombiniert)                 | 212–215 g/km                     | 214–217 g/km                     | 247–275 g/km                     | 212–216 g/km                     | 222–225 g/km                     | 284–304 g/km                     | 256–260 g/km                     | 287–303 g/km                     | 72–75 g/km                       | 58–60 g/km                       | 33–42 g/km                       | 31–39 g/km                       | 258–261 g/km                     | 264 g/km                         | 271 g/km                         |                                  | 85–90 g/km                       | 73–76 g/km                       | 40–46 g/km                       | 40–43 g/km                            |
| Abgasnorm                                   | Euro 6d-TEMP                     | Euro 6d                          | Euro 6e                          | Euro 6d-TEMP                     | Euro 6d                          | Euro 6e                          | Euro 6d                          | Euro 6e                          | Euro 6d-TEMP                     | Euro 6d                          | Euro 6e                          | Euro 6e                          | Euro 6d-TEMP                     | Euro 6d                          | Euro 6d                          |                                  | Euro 6d-TEMP                     | Euro 6d                          | Euro 6e                          | Euro 6e                               |